# Dicranomyia (Zelandoglochina) octava
Dicranomyia (Zelandoglochina) octava is een tweevleugelige uit de familie steltmuggen (Limoniidae). De soort komt voor in het Australaziatisch gebied.